# Sinanodonta
Sinanodonta is een geslacht van tweekleppigen uit de familie van de Unionidae.

## Soort
- Sinanodonta qingyuani He & Zhuang, 2013